# Baumsche Fabrik

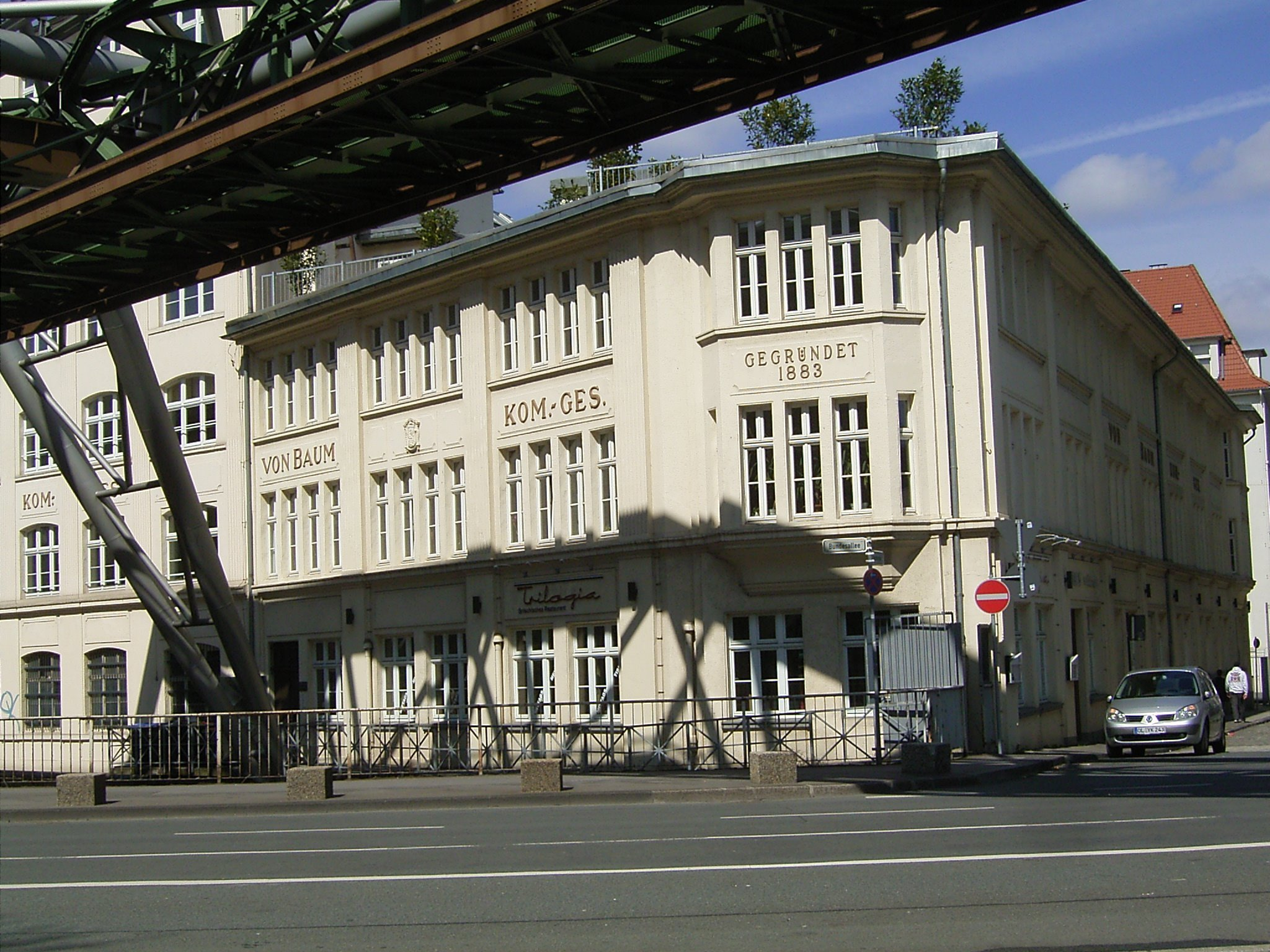
Blick von der Bundesallee in die Bembergstraße

Die Baumsche Fabrik ist ein Gebäudeensemble im Wuppertaler Stadtteil Elberfeld, Hofaue 35. Es sind die Fabrikgebäude der 1883 gegründeten Textilfabrik von Baum Kommandit-Gesellschaft. Sie liegen in der Straße Hofaue, der ehemaligen „Hauptstraße des deutschen Konfektionsgewerbes“. Das Gebäudeensemble erstreckt sich von der Hofaue entlang der Bembergstraße bis zur Wupper.
Der Gebäudeteil an der Bembergstraße (51° 15′ 23,7″ N, 7° 9′ 13,5″ O) wurde am 5. August 1992, die Teile an der Hofaue (51° 15′ 25,5″ N, 7° 9′ 13,3″ O) am 17. September gleichen Jahres als Baudenkmal anerkannt.

## Geschichte
1883 wurde das Unternehmen von Baum Kommandit-Gesellschaft gegründet, das eines der ersten war, das die Massenkonfektion von Herren- und Damenbekleidung betrieb.
1913 wurde der Gebäudeteil an der Hofaue errichtet, 1923 folgte der Gebäudeteil an der Bembergstraße.
Nach Instandsetzung von erheblichen Schäden aus dem Zweiten Weltkrieg konnte das Gebäude 1948 wieder bezogen werden. Die von Baum Kommandit-Gesellschaft verließ 1965 die Hofaue und bezog einen neuen Firmensitz in Vohwinkel an der Vohwinkeler Straße.
Die Gebäude an der Hofaue mit einer Nutzfläche von rund 4600 Quadratmetern werden seitdem von der Immobiliengesellschaft von Baum Anlagen & Beteiligung GmbH & Co. KG verwaltet. Die Gesellschaft wird weiterhin von der Familie von Baum geführt. Im Gebäudekomplex befanden sich 2011 Agenturen in den Bereichen Digital, Design, Marketing und (Visuelle) Kommunikation, es gibt Consultants, Rechtsanwälte und Finanzdienstleister, eine IT-Firma, Online-Plattform, Kita Concept und die Privatärztliche Verrechnungsstelle. Auch der zweitgrößte Kinobetreiber Deutschlands, die Cineplex Deutschland GmbH, gehört zu den Mietern. In dem Komplex werden 300 Menschen beschäftigt.